# Fort Saskatchewan-Vegreville
Circonscription électorale provinciale du Canada
Fort Saskatchewan-Vegreville est une circonscription électorale provinciale de l'Alberta (Canada), située nord-est d'Edmonton. Elle comprend la cité de Fort Saskatchewan et le bourg de Vegreville.

## Liste des députés
| Années | Années          | Député             | Parti politique           |
| ------ | --------------- | ------------------ | ------------------------- |
|        | 2004 - 2008     | Ed Stelmach        | Progressiste-Conservateur |
|        | 2008 - 2012     | Ed Stelmach        | Progressiste-Conservateur |
|        | 2012 - 2015     | Jacquie Fenske     | Progressiste-Conservateur |
|        | 2015 - (actuel) | Jessica Littlewood | Néo-démocrate             |